# ماهیبادهو
ماهیبادهو (به لاتین: Mahibadhoo) یک منطقهٔ مسکونی در مالدیو است. ماهیبادهو ۲٬۰۸۰ نفر جمعیت دارد.